# ملكانيون

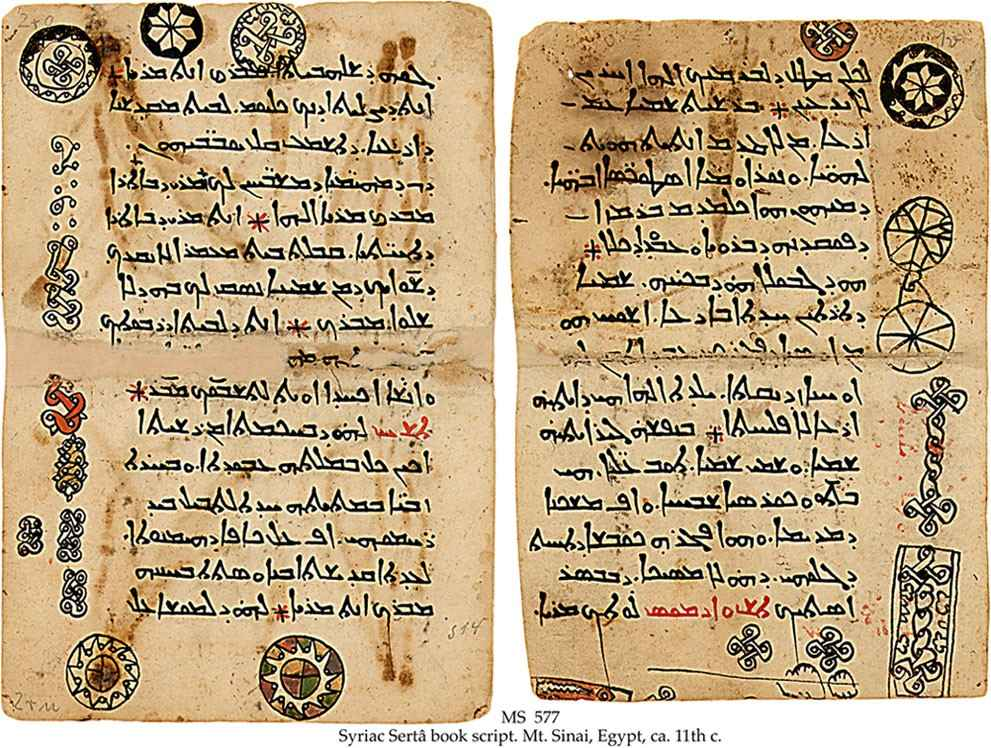
ترنيمة ملكانية مخطوطة بالسريانية بخط أسطرنجيلي (القرن الحادي عشر)، دير سنت كاترين، سيناء.

الملكانيون أو الملكيون هي تسمية تطلق على المسيحيين من الروم الأرثوذكس والكاثوليك الذين يتبعون الطقس البيزنطي.
تعود التسمية إلى السريانية "ܡܠܟܝܐ" ملكويي/ملكايي بمعنى «أتباع الملك» كونهم تبعوا الأباطرة البيزنطيين عقب الخلافات الكنسية في القرن الخامس الميلادي. ينتشر أتباع هذا التقليد المسيحي في الشرق الأوسط وبخاصة في سوريا ولبنان وفلسطين (إسرائيل والضفة الغربية وقطاع غزة) والأردن.
يرى الملكيون أنفسهم على أنهم المسيحيون الأوائل، ويرجعون تاريخ كنيستهم لزمن تلاميذ المسيح. ويقال أن هذا المجتمع الأول كان خليطًا من أفراد يونان ورومان وسريان ويهود. بعد السيطرة الإسلامية على الشام في القرن السابع الميلادي، بدأ الملكيون باستخدام اللغة العربية في لغتهم الطقسية ومع التعريب التدريجي الذي حدث في الشرق الأوسط.
واللهجة الآرامية المسيحية الفلسطينية استخدمتها الطائفة المسيحية الملكانية في فلسطين وشرق الأردن بين القرنين الخامس والثالث عشر.
استخدم المصطلح «الملكانيون» كمذمة خلال الانقسام في المسيحية الشرقية بعد مجمع خلقدونية (451). واستخدم من قبل اللا-خلقدونيون للإشارة إلى أولئك الذين ساندو المجمع والملك/الإمبراطور البيزنطي.

## الخلاف بين الطائفة الملكانية والطائفة المونوفيزية
الطائفة المونوفيزية هي حزب القبط المونوفيزين وهم أهل مصر والحبشة. وكان المونوفيزيون يعتقدون أن للسيد المسيح طبيعة واحدة، وهي الإلهية التي تلاشت فيها طبيعة المسيح البشرية.

اشتد الخلاف بين الطائفتين في القرنين السادس والسابع الميلادي، حتى صار كأنه حرب عوان بين دينين متنافسين. 
يقول الدكتور ألفرد. ج. بتلر:

## محاولة إنهاء الخلاف بين الطائفتين ونتائجها
حاول الإمبراطور هرقل (610-641م) توحيد المذهبين في مذهب جديد وهو المذهب المنوثيلي، وينص على أن يمتنع الناس عن الخوض في الكلام عن كنه طبيعة السيد المسيح، وعما إذا كانت له صفة واحدة أم صفتان، ولكن عليهم بأن يشهدوا بأن الله له إرداة واحدة أو قضاء واحد، وصار المذهب المنوثيلي مذهباً رسمياً للدولة.

رد فعل المنوفيسيين: تبرأوا من هذه البدعة والتحريف ونابذوه العداء واستماتوا في سبيل عقيدتهم القديمة.

الاضطهاد: وقع اضطهاد فظيع على يد مقوقس الحاكم البيزنطي لمصر استمر عشر سنين، وقع خلالها ما تقشعر منه الجلود؛ فرجال كانوا يعذبون ثم يقتلون إغراقاً، وتوقد المشاعل وتسلط نارها على الأشقياء حتى يسيل الدهن من الجانبين إلى الأرض، ويوضع السجين في كيس مملوء من الرمل ويرمى به في البحر، إلى غير ذلك من الفظائع.